# José Veloso
José Luis Fidalgo Veloso (Santiago de Compostela, La Coruña, 23 de marzo de 1937-13 de noviembre de 2019) fue un futbolista español. Jugaba de delantero.

## Carrera
Comenzó su carrera en 1955 jugando para el Santiago CF. Jugó para el club hasta 1957. En ese año se fue al Club Turista, en donde estuvo hasta 1958. En ese año se pasó a otro club gallego, el Deportivo La Coruña, en donde estuvo jugando hasta 1965. En ese año se pasó a las filas del Real Madrid, jugando en ese equipo hasta 1969. En ese año, José se integró a las filas del CD Ourense. Jugó para ese equipo hasta 1970. En ese año se trasladó al Rayo Vallecano, jugando hasta el año 1972. En ese año fichó por la SD Compostela, donde se retiró en 1973.

## Selección nacional
Fue internacional con la selección de fútbol de España entre 1962 y 1963.

## Clubes
| Club                | País   | Año       |
| ------------------- | ------ | --------- |
| Santiago CF         | España | 1955-1957 |
| Club Turista        | España | 1957-1958 |
| Deportivo La Coruña | España | 1958-1965 |
| Real Madrid         | España | 1965-1969 |
| CD Ourense          | España | 1969-1970 |
| Rayo Vallecano      | España | 1970-1972 |
| SD Compostela       | España | 1972-1973 |